# 短沟纹鬘螺
短沟纹鬘螺（学名：Phalium strigatum breviculum），是异足目唐冠螺科鬘螺属的一种。主要分布于中国大陆，常栖息在低潮区以下。